# René Hoksbergen
René Aloysius Cornelis Hoksbergen (Amsterdam, 21 september 1940) is een Nederlandse emeritus hoogleraar, gespecialiseerd in adoptie.

## Loopbaan
Hoksbergen studeerde na de HBS-a sociale psychologie en sociale pedagogiek (1962-1967) en mathematische statistiek (1967-1969) aan de Universiteit van Amsterdam.
Vanaf 1969 was hij werkzaam bij het voormalig Pedagogisch Instituut van de Universiteit Utrecht, waar hij het statistiekonderwijs verzorgde.
Hij promoveerde op 23 juni 1972 op het proefschrift "Profiel van de avondlyceïst. Een empirische studie over leerlingen van avondlycea in Nederland" (promotor was prof. dr. T.T. ten Have).
In december 1984 werd hij aan de Utrechtse universiteit benoemd tot bijzonder hoogleraar Adoptie van Nederlandse en buitenlandse pleegkinderen bij de faculteit Sociale Wetenschappen, Subfaculteit Pedagogische en andragogische wetenschappen (een leerstoel van de Nederlandse stichting voor interlandelijke adoptie en jeugdwelzijn). Hij trad veelvuldig in de publiciteit en adviseerde daarnaast bij vele individuele adoptieprocessen.
In 2000 ging hij met emeritaat, maar hij bleef actief in de wereld van het adoptiewezen, zowel aan de UU als daarbuiten. Hij adviseerde de Raad voor Strafrechtstoepassing en Jeugdbescherming (RSJ) bij een rapport over het stopzetten van adoptie van kinderen uit een aantal landen, dat in november 2016 veel stof deed opwaaien.
Een half jaar later liet Hoksbergen in een interview in de Volkskrant weten dat hij heel anders tegen adoptie was gaan aankijken. Zo stelde hij dat hij eerder vóór adoptie was, maar ten tijde van het interview voor 90 procent tegen. Met de duizenden euro's die het kost om één kind naar Nederland te halen, kan je wel tien kinderen ter plaatse helpen aan betere opvang, aldus Hoksbergen.

## Onderscheiding
In 2013 kreeg hij de onderscheiding Officier in de Orde van Oranje Nassau, onder meer omdat hij betrokken was geweest bij de herintroductie van de andragogie in Nederland, en omdat hij zich jarenlang had ingezet op het gebied van het dag- en avondonderwijs voor volwassenen.